# Iota Ceti
Iota Ceti (ι Cet / ι Ceti) è una stella gigante arancione di magnitudine 3,56 situata nella costellazione della Balena. Dista 274 anni luce dal sistema solare.

## Osservazione
Si tratta di una stella situata nell'emisfero celeste australe, ma molto in prossimità dell'equatore celeste; ciò comporta che possa essere osservata da tutte le regioni abitate della Terra senza alcuna difficoltà e che sia invisibile soltanto molto oltre il circolo polare artico. Nell'emisfero sud invece appare circumpolare solo nelle aree più interne del continente antartico. Essendo di magnitudine 3,6, la si può osservare anche dai piccoli centri urbani senza difficoltà, sebbene un cielo non eccessivamente inquinato sia maggiormente indicato per la sua individuazione.
Il periodo migliore per la sua osservazione nel cielo serale ricade nei mesi compresi fra settembre e febbraio; da entrambi gli emisferi il periodo di visibilità rimane indicativamente lo stesso, grazie alla posizione della stella non lontana dall'equatore celeste.

## Caratteristiche fisiche
La stella è una gigante arancione oltre 400 volte più luminosa del Sole; possiede una magnitudine assoluta di -1,18 e la sua velocità radiale positiva indica che la stella si sta allontanando dal sistema solare.

## Sistema stellare
Iota Ceti è un sistema multiplo formato da 3 componenti. La componente principale A è una stella di magnitudine 3,56. La componente B è di magnitudine 12,1, separata da 63,4 secondi d'arco da A e con angolo di posizione di 017 gradi. La componente C è di magnitudine 8,6, separata da 108,8 secondi d'arco da A e con angolo di posizione di 194 gradi.